# Eden (Vermont)
Pour les articles homonymes, voir Eden.
Eden est une municipalité (town) américaine de l'État du Vermont, située dans le comté de Lamoille. Lors du recensement de 2020, sa population s'élevait à 1 338 habitants.

## Géographie
Avec un territoire de 166,5 km2, limitrophe du comté d'Orleans au nord et à l'est, Eden compte parmi les plus vastes municipalités du Vermont. Établie au milieu des montagnes Vertes, elle est traversée par le Gihon, affluent de la Lamoille.
| Montgomery | Lowell    | Albany     |
| Belvidere  | Eden      | Craftsbury |
| Johnson    | Hyde Park |            |

## Politique et administration
La municipalité est administrée par un conseil de trois membres élus (Selectboard) qui est responsable de la conduite générale des affaires locales. Il a pour fonctions de publier les règlements locaux, préparer le budget, superviser toutes les dépenses, gérer les employés municipaux et contrôler les bâtiments et les biens publics. Il est assisté de « justices de paix » élus et d'un administrateur (clerk town), réunis au sein du Conseil de l'autorité civile.